# Độ nhạy và độ đặc hiệu
Độ nhạy của một xét nghiệm là tỷ lệ những trường hợp thực sự có bệnh và có kết quả xét nghiệm dương tính trong toàn bộ các trường hợp có bệnh. Ví dụ: xét nghiệm để xác định một người mắc một bệnh nào đó. Độ nhạy cũng được áp dụng cho các hệ thống tự động phát hiện các sản phẩm lỗi ở một nhà máy.
Công thức để tính độ nhạy như sau:
độ nhạy = số dương tính thật/(số đương tính thật + số âm tính giả)
Độ nhạy 100% được hiểu là toàn bộ những người mắc bệnh hoặc toàn bộ sản phẩm hỏng đều được phát hiện.
Một mình độ nhạy không cho chúng ta biết toàn bộ về xét nghiệm bởi vì 100% độ nhạy có thể có được một cách thông thường bằng việc gán cho toàn bộ các trường hợp kết quả xét nghiệm dương tính. Chính vì vậy, chúng ta cần phải biết thêm về độ đặc hiệu của xét nghiệm.
Ta có thể trình bày dưới dạng bảng như sau:
|            |   | Bệnh | Không bệnh |
| Xét nghiệm | + | a    | b          |
| Xét nghiệm | - | c    | d          |

Độ nhạy = a/(a+c)
Một xét nghiệm độ nhạy cao có sai lầm loại 1 thấp. Sai lầm loại 1 là: kết quả nghiên cứu cho thấy không có mối quan hệ giữa các yếu tố, nhưng thực tế thì có.
Độ đặc hiệu của một xét nghiệm là tỷ lệ những trường hợp thực sự không có bệnh và có kết quả xét nghiệm âm tính trong toàn bộ các trường hợp không bị bệnh. Độ đặc hiệu được tính theo công thức sau:
Độ đặc hiệu = Số trường hợp âm tính thật/ (số trường hợp âm tính thật + số trường hợp dương tính giả)
Đối với một xét nghiệm để xác định xem ai mắc bệnh nào đó, độ đặc hiệu 100% có nghĩa là toàn bộ những người khỏe mạnh (không mắc bệnh) được xác định là khỏe mạnh.
Một mình độ đặc hiệu không cho chúng ta biết toàn bộ về xét nghiệm bởi vì 100% độ đặc hiệu có thể có được một cách thông thường bằng việc gán cho toàn bộ các trường hợp kết quả xét nghiệm âm tính. Chính vì vậy, chúng ta cần phải biết thêm về độ nhạy của xét nghiệm.
Một xét nghiệm với độ đặc hiệu cao có sai lầm loại 2 thấp. Sai lầm loại 2 là loại sai lầm khi kết quả nghiên cứu cho thấy có sự khác biệt (như giả thuyết đặt ra), nhưng thực tế là không có sự khác biệt.